# All Hell's Breakin' Loose
«All Hell's Breakin' Loose» es una canción de la banda estadounidense Kiss, del álbum de 1983 Lick It Up. Fue el segundo sencillo del disco.
"All Hell's Breakin' Loose" es una de las tres canciones de Kiss en la que todos los miembros de la banda han colaborado en la composición, siendo las otras dos "Love Theme from KISS" (del álbum Kiss) y "Back to the Stone Age" (del álbum Monster).

## Créditos
- Eric Carr - batería
- Paul Stanley - guitarra, voz
- Gene Simmons - bajo, voz
- Vinnie Vincent - guitarra